# 物资学院路站
物资学院路站，规划建设期间曾称物资学院站，位于北京市通州区永顺镇朝阳北路，属于北京地铁6号线的地铁车站。2014年12月28日随6号线二期开通一同投入使用。

## 位置
物资学院站位于通州区朝阳北路（东西向）与物资学院路（南北向）路口，呈东西向布置。

## 结构

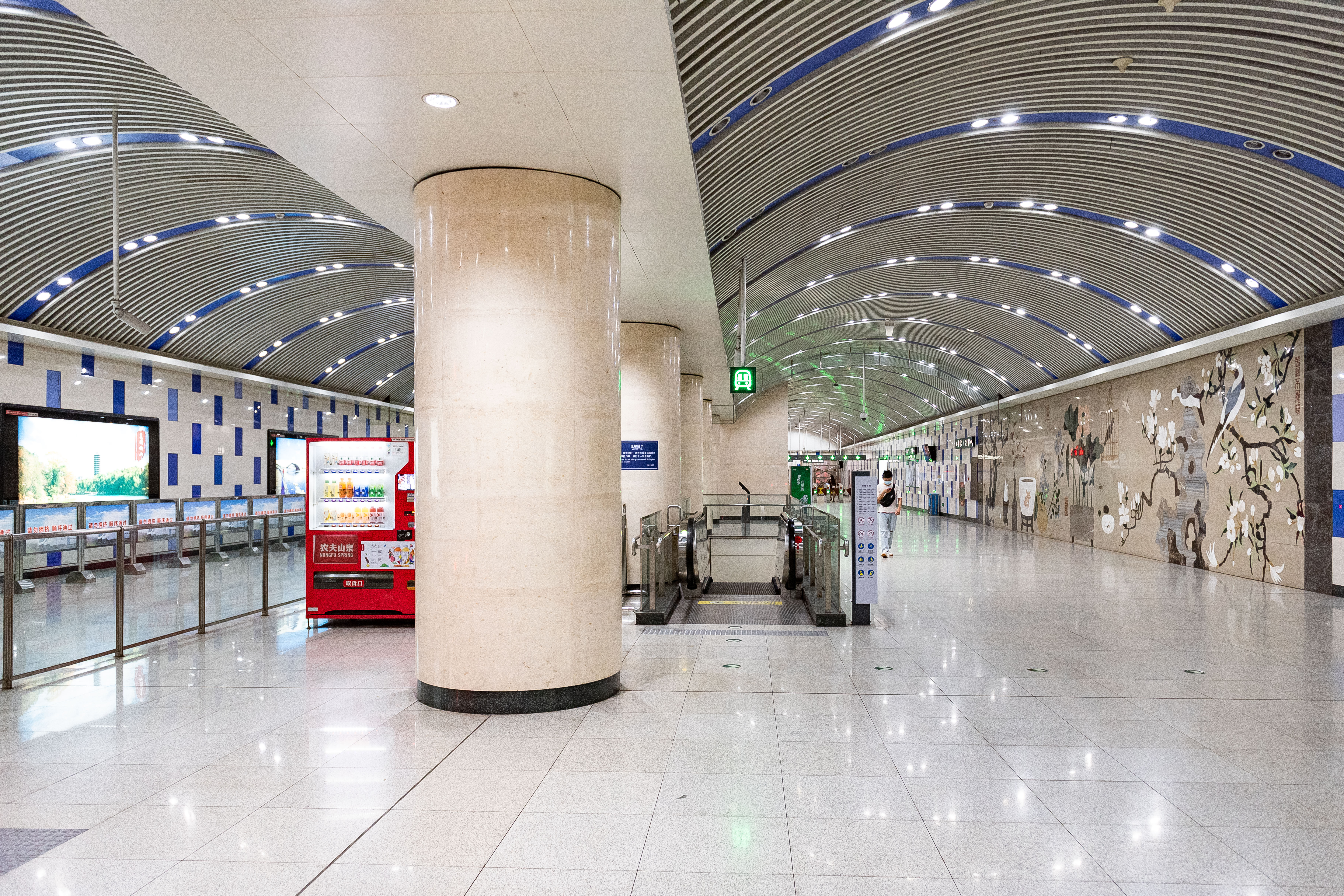
站厅（2021年9月摄）

### 车站楼层
物资学院站为地下二层车站，暗挖施工，岛式站台设计。
| 地面层          | 出入口                    | A—D出入口                        |
| 地下一层 站厅层 | 站厅                      | 票务服务、自动售票机、一卡通充值 |
| 地下二层 站台层 |                           | █ 6号线往金安桥（草房）          |
| 地下二层 站台层 | 岛式站台，左側開门        |                                  |
| 地下二层 站台层 | █ 6号线往潞城（通州北关） |                                  |

### 出入口
本站开放3个出入口：
|                       |          |                                              |      |            |
| 编号                  | 指示     | 建议前往的目的地                             | 照片 | 无障碍设施 |
| 出口 · A              | 朝阳北路 | 西富河园小区、物资学院、通达四惠家具建材广场 |      | 不適用     |
| 出口 · B · 升降机标志 | 朝阳北路 | 物资学院、西富河园小区、天赐良园             |      |            |
| 出口 · D              | 朝阳北路 | 物资学院路、天赐良园一期                     |      | 不適用     |
| 註： 設有             |          |                                              |      |            |